# Coptocephala
Coptocephala là một chi bọ cánh cứng trong họ Chrysomelidae.
Chi này được Chevrolat miêu tả khoa học năm 1837.

## Các loài
Các loài trong chi này gồm:
- Coptocephala arcasi Báguena, 1960
- Coptocephala brevicornis Lefèvre, 1872
- Coptocephala cavernalis Medvedev, 1993
- Coptocephala chalybaea Germar, 1824
- Coptocephala crassipes Lefèvre, 1876
- Coptocephala curlettii (Medvedev & Regalin, 1998)
- Coptocephala cyanea Tan, 1992
- Coptocephala cyanocephala Lacordaire, 1848
- Coptocephala dedicata Kantner & Bezdek, 2007
- Coptocephala fossulata Lefèvre, 1872
- Coptocephala furthi Medvedev, 1992
- Coptocephala gebleri Gebler, 1841
- Coptocephala hellenica Warchalowski, 1991
- Coptocephala hellenica Warchalowski, 1991
- Coptocephala jaechi Warchalowski, 1991
- Coptocephala judaea Medvedev, 1992
- Coptocephala kabakovi Medvedev, 1978
- Coptocephala kantneri (Erber & Medvedev, 2004)
- Coptocephala klassi Medvedev, 2006
- Coptocephala linnaeana Petitpierre & Alonso-Zarazaga, 2000
- Coptocephala longimaculata Erber & Medvedev, 2002
- Coptocephala maharensis Takizawa, 1990
- Coptocephala mandibularis Medvedev, 1993
- Coptocephala monrosi (Medvedev & Regalin, 1998)
- Coptocephala namibica Medvedev, 1993
- Coptocephala nigromaculata (Medvedev, 1993)
- Coptocephala orientalis (Medvedev, 2003)
- Coptocephala plagiocephala Fabricius, 1792
- Coptocephala pubescens Medvedev, 2006
- Coptocephala raffrayi Desbrochers des Loges, 1870
- Coptocephala regalini (Medvedev, 2003)
- Coptocephala rubicunda Laicharting, 1781
- Coptocephala scopolina Linnaeus, 1767
- Coptocephala simillima Lodewyckx, 1995
- Coptocephala trinotata (Medvedev & Beenen, 2005)
- Coptocephala unicolor Lucas, 1845
- Coptocephala unifasciata Scopoli, 1763
- Coptocephala xiangchengensis Tang, 1992
- Coptocephala zhaosuensis Tan in Huang, Han & Zhang, 1985
- Coptocephala zulusica Medvedev, 1987